# Европско првенство у атлетици на отвореном 1946 — штафета 4 × 100 метара за мушкарце

Трка штафета 4 х 100 м у мушкој конкуренцији на 3. Европском првенству у атлетици 1946. одржана је 24. и 25. августа  на стадиону Бислет у Ослу.
Титулу освојену на 2. Европском првенству 1938. у Паризу није бранила штафета Немачке

## Земље учеснице
Учествовало је 9 штафета из исто толико земаља, са укупно 36. учесника.
1. Белгија (4)
2. Данска (4)
3. Италија (4)
4. Норвешка (4)
5. Уједињено Краљевство (4)
6. Француска (4)
7. Холандија (4)
8. Чехословачка (4)
9. Шведска (4)

## Рекорди
| Рекорди пре почетка Европског првенства 1938. | Рекорди пре почетка Европског првенства 1938.                           | Рекорди пре почетка Европског првенства 1938. | Рекорди пре почетка Европског првенства 1938. | Рекорди пре почетка Европског првенства 1938. | Рекорди пре почетка Европског првенства 1938. |
| --------------------------------------------- | ----------------------------------------------------------------------- | --------------------------------------------- | --------------------------------------------- | --------------------------------------------- | --------------------------------------------- |
| Светски рекорд                                | САД · Џеси Овенс, Ралф Меткалф, Фој Дрејпер, Френк Вајкоф               | 39,8                                          | Берлин Немачка                                | 9. август 1936.                               |                                               |
| Европски рекорд                               | Немачка · Ерих Борхмајер, Герд Хорнбергер, Карл Некерман, Јакоб Шојринг | 40,1                                          | Берлин Немачка                                | 29. јул 1939.                                 |                                               |
| Рекорди Европских првенстава                  | Немачка · Манфред Керш, Герд Хорнбергер, Карл Некерман, Јакоб Шојринг   | 40,9                                          | Париз Француска                               | 5. септембар 1938.                            |                                               |

## Освајачи медаља
|                                                             |                                                           |                                                                          |
| Шведска Стиг Данијелсон Инге Нилсон Оле Лешер Стиг Хокансон | Француска Агатон Лепев Жилијен Леба Пјер Гонон Рене Валми | Чехословачка Мирко Парачек Леополд Лазничка Мирослав Рихошек Јиржи Давид |

## Резултати

### Квалификације
У квалификацијама одржаним 24. августа, су подељене у две гупе, из којих су по три првопласиране отишле у отишле у финале (КВ) одржано 25. августа. 
| Место | Група | Атлетичари           | Земља                                                          | Резултат | Бел.   |
| ----- | ----- | -------------------- | -------------------------------------------------------------- | -------- | ------ |
| 1.    | 2     | Шведска              | Стиг Данијелсон, Инге Нилсон, Оле Лешер, Стиг Хокансон         | 41,9     | КВ     |
| 2.    | 1     | Уједињено Краљевство | Томас Џовер, Берт Лифен, Роберт Роуч, Џек Арчер                | 42,3     | КВ     |
| 3.    | 2     | Француска            | Агатон Лепев, Жилијен Лебас, Пјер Гоно, Рене Валми             | 42,3     | КВ     |
| 4.    | 1     | Белгија              | Herman Kunnen, Фернан Бурго, Франсоа Брекман, Пол Брекман      | 42,4     | КВ     |
| 5.    | 2     | Холандија            | Јан Ламерс, Крис фан Оста, Јо Зван, Гејб Схолтен               | 42,4     | {КВ    |
| 6.    | 2     | Италија              | Микеле Тито, Ђусто Катони, Карло Манара, Карло Монти           | 42,5     |        |
| 7.    | 1     | Чехословачка         | Мирко Парачек, Леополд Лазничка, Мирослав Рихошек, Јиржи Давид | 42,6     | КВ, НР |
| 8.    | 1     | Норвешка             | Ћел Мангсет, Peter Bloch, Rolf Bakken, Хакон Транберг          | 42,8     |        |
| 9.    | 1     | Данска               | Таје Ејемосе, Берје Ставгард, Гунар Кристенсен, Арне Тистед    | 43,1     |        |

### Финале
| Место | Атлетичари           | Земља                                                          | Резултат | Бел. |
| ----- | -------------------- | -------------------------------------------------------------- | -------- | ---- |
|       | Шведска              | Стиг Данијелсон, Инге Нилсон, Оле Лешер, Стиг Хокансон         | 41,5     |      |
|       | Француска            | Агатон Лепев, Жилијен Лебас, Пјер Гоно, Рене Валми             | 42,0     |      |
|       | Чехословачка         | Мирко Парачек, Леополд Лазничка, Мирослав Рихошек, Јиржи Давид | 42,2     | НР   |
| 4     | Холандија            | Јан Ламерс, Крис фан Оста, Јо Зван, Гејб Схолтен               | 42,3     |      |
| 5.    | Уједињено Краљевство | Томас Џовер, Берт Лифен, Роберт Роуч, Џек Арчер                | 42,4     |      |
| 6.    | Белгија              | Herman Kunnen, Фернан Бурго, Франсоа Брекман, Пол Брекман      | 43,5     |      |

## Укупни биланс медаља у штафетној трци 4 х 100 метара за мушкарце после 3 Европског првенства 1934—1946.
|    | Земља                | Злато | Сребро | Бронза | Укупно |
| -- | -------------------- | ----- | ------ | ------ | ------ |
| 1. | Немачка              | 2     | 0      | 0      | 2      |
| 2. | Шведска              | 1     | 1      | 0      | 2      |
| 3. | Мађарска             | 0     | 1      | 0      | 1      |
| 3. | Француска            | 0     | 1      | 0      | 1      |
| 5. | Уједињено Краљевство | 0     | 0      | 1      | 1      |
| 5. | Холандија            | 0     | 0      | 1      | 1      |
| 5. | Чехословачка         | 0     | 0      | 1      | 1      |
|    | Укупно {7}           | 3     | 3      | 3      | 9      |

|    | Атлетичар       | Земља   | Злато | Сребро | Бронза | Укупно |
| -- | --------------- | ------- | ----- | ------ | ------ | ------ |
| 1. | Герд Хорнбергер | Немачка | 2     | 0      | 0      | 2      |